# 扬·布雷德尔体育场
扬·布雷德尔体育场（荷蘭語：Jan Breydelstadion）是一座位于比利时布吕赫圣安德里斯利奥波德三世大道的多功能体育场，建于1975年。体育场是皇家布魯日足球會和布魯日舒高皇家體育會两家足球俱乐部的主场。体育场曾承办了2000年歐洲足球錦標賽。1999年之前，体育场名为奥林匹亚体育场（Olympiastadion），有18,000个座席。体育场如今的名字是为了纪念起义领袖扬·布雷德尔。

## 2000年歐洲足球錦標賽
| 日期          |                    | 比分 |        | 轮次         |
| ------------- | ------------------ | ---- | ------ | ------------ |
| 2000年6月11日 | 法國               | 3–0  | 丹麦   | D组          |
| 2000年6月16日 | 捷克               | 1–2  | 法國   | D组          |
| 2000年6月21日 | 南斯拉夫联盟共和国 | 3–4  | 西班牙 | C组          |
| 2000年6月25日 | 西班牙             | 1–2  | 法國   | 四分之一决赛 |